# Hesionura japonica
Hesionura japonica är en ringmaskart som beskrevs av Yamanishi 1980. Hesionura japonica ingår i släktet Hesionura och familjen Phyllodocidae. Inga underarter finns listade i Catalogue of Life.